# دزگ پایین
دزگ پایین یک روستا در ایران است که در دهستان باقران واقع شده‌است. دزگ پایین ۲۴ نفر جمعیت دارد.